# ジョン・プレストン (初代タラ男爵)
初代タラ男爵ジョン・プレストン（英語: John Preston, 1st Baron Tara PC (Ire)、1764年11月4日 – 1821年7月18日）は、アイルランド王国出身の政治家、貴族。1783年から1800年までアイルランド庶民院議員を務めた。

## 生涯
アイルランド庶民院議員ジョン・プレストン（1731年から1734年ごろ – 1781年1月19日）と妻メアリー（ジェームズ・スミスの娘）の息子として、1764年11月4日に生まれた。エディンバラ大学で教育を受けた後、1783年6月23日にオックスフォード大学コーパス・クリスティ・カレッジに入学した。
1783年から1800年までナヴァン選挙区の代表としてアイルランド庶民院議員を務めた。議会では1799年にアイルランド王国とグレートブリテン王国の合同に反対票を投じたものの、1800年に賛成票を投じ、その結果として同年7月31日にアイルランド貴族であるミーズ県におけるベリンターのタラ男爵に叙された。爵位名の由来は17世紀のタラ子爵家と同姓（ただし、タラ男爵家はタラ子爵家とも、同じく同姓のゴーマンストン子爵家とも血縁関係がない）だったため、タラの丘を一部所有したためといった説がある。
1800年8月2日、アイルランド貴族院議員に就任した。1813年4月6日、アイルランド枢密院の枢密顧問官に任命された。
1821年7月18日、アイルランドへ戻る道中のカンバーランド州ロングタウンで死去、後継者がいなかったため爵位は廃絶した。

## 家族
1801年9月3日、ハリエット・ポウィス（Harriet Powys、1831年8月ごろ没、トマス・ジェルフ・ポウィスの三女）と結婚したが、2人の間に子供はいなかった。